# Син (богиня)
Син — асинья (богиня) у скандинавов и германцев.

## Влияние на жизнь людей
Охраняет дома людей от воров, то есть отвечает за безопасность дома и хозяйства.

## Место в Асгарде
У Син нет мужа и она не является чьей-либо матерью. Это второстепенная богиня в легендах, однако ей поклонялись для того, чтобы получить её защиту.